# György Klapka
György Klapka (Timișoara, 6 april 1820 - Boedapest, 17 mei 1892) was een Hongaars generaal en politicus die enige tijd in ballingschap leefde in Genève.

## Biografie

### Hongaars minister
György Klapka genoot een militaire opleiding in Hongarije. In 1842 werd hij onderluitenant bij de Hongaarse koninklijke garde in Wenen. Na de Hongaarse Revolutie van 1848 werd hij benoemd tot generaal en was hij kortstondig minister van Oorlog van Hongarije. Hij was gehuwd met Inès Marthe Arbouin.

### Ballingschap in Genève
Na de revolutie ging Klapka in ballingschap en verbleef hij in Berlijn, Londen en Parijs. In 1852 vestigde hij zich vervolgens in Genève, waar hij een vriendschapsband ontwikkelde met James Fazy. Van 1856 tot 1858 was hij lid van de Grote Raad van Genève. In 1857 werd hij commandant van de Geneefse kantonnale troepenmacht. Nadien legde hij zich toe op financiële dossiers als lid van de raad van bestuur van de Banque générale suisse.
Na de Ausgleich in 1867 keerde Klapka terug naar Hongarije, waar hij een verdere politieke carrière uitbouwde.